# Francesco Carletti
Pour les articles homonymes, voir Carletti.
Francesco Carletti (né à Florence en  1573 et mort dans la même ville le 12 janvier 1636) est un voyageur et marchand italien, premier explorateur à avoir effectué un tour du monde commercial. Son père Antonio Carletti l'accompagne dans son périple.
Trafiquant d'esclaves, il part de Séville en 1594 pour un voyage commercial autour du monde. Il passe alors par Panama et le Pérou où il étudie l'usage du cacao, les Philippines et le Japon où il observe la nature et l'exploitation des graines de soja. En 1606, il importe en Italie le chocolat.

## Biographie
Né en 1573 à Florence, Francesco Carletti part en 1591 à Séville pour y accomplir une période d'apprentissage dans le commerce international auprès d'un compatriote installé en Espagne.
Son père, Antonio Carletti l'y rejoint deux ans plus tard. Ayant obtenu les autorisations nécessaires auprès de la Casa de Contratacion, les deux hommes partent en 1594 pour les îles du Cap-Vert où ils espèrent acheter des esclaves à revendre en Amérique. Cependant, Francesco et son père sont déficitaires sur l'opération lorsque les esclaves sont revendus à Carthagène des Indes. Pour tenter de récupérer le capital perdu, ils restent plusieurs années en Amérique centrale, commerçant les produits les plus divers à Nombre de Dios, Panama, Lima, Acapulco et Mexico.
Traversant le Pacifique, ils arrivent en 1598 à Macao, comptoir portugais en Chine où Antonio meurt de la gravelle. Francesco continua seul son tour du monde, séjournant deux années à Goa, capitale de l'Estado da India. En 1601, il s'embarque sur une caraque portugaise à destination de Lisbonne via le cap de Bonne-Espérance, mais le navire est capturé près de l'île Sainte-Hélène par des corsaires hollandais. Si l'équipage est débarqué au Brésil, Francesco fait valoir son statut de Florentin et obtient de rentrer sur une embarcation hollandaise bien que ses biens soient saisis. Il débarque à Middelbourg en 1602.
Dépouillé de tous ses gains, il demeure un temps en Hollande et en France, avant d'être rappelé par le grand-duc Ferdinand Ier de Médicis à Florence où il arrive en 1606. Il lui raconte au cours de plusieurs rencontres son voyage, récit mis en écrit dans les Raisonnements qui seront rédigés par la suite et ne seront publiés qu'en 1701. Il devient conseiller de Ferdinand Ier, tandis que son successeur Cosme II de Médicis le nomme maître de maison, fonction qu'il occupe jusqu'en 1617. Il accomplit des missions diplomatiques à l'étranger jusqu'en 1626 et meurt en 1636 à Florence.

## Œuvre
- Francesco Carletti et Paolo Carile (éditeur scientifique) (trad. Frédérique Verrier), Voyage autour du monde, Chandeigne, 1999, 352 p. (ISBN 9782906462496)